# Ривервью (Нью-Брансуик)
Ривервью (англ. Riverview) — город в графстве Альберт канадской провинции Нью-Брансуик. Город расположен на южном берегу реки Птикодьяк, напротив крупного города Монктон.
Согласно переписи 2006 года в Ривервью проживает 17.832 человека. Такая численность населения была достаточной для подачи петиции в правительство провинции о смене статуса Ривервью с «town» на «city», однако местные власти решили этого не делать: дело в том, что согласно законам провинции Нью-Брансуик все населённые пункты, имеющие статус «city», должны на официальном уровне быть двуязычными, а 94 % населения Ривервью являются англоговорящими. Другим аргументов против претензий на статус «city» явилось то, что Ривервью является, фактически, спальным районом, и в нем не имеется бизнеса или промышленности в больших объёмах.